# Садерн кингс
Садерн кингс (енгл. Southern Kings) је један од шест професионалних јужноафричких рагби јунион тимова који учествују у Супер рагби лиги. Седиште Кингса је Порт Елизабет, један од највећих градова у Јужној Африци.
 Састав у сезони 2016
Џорџ Вајтхед
Елрик ван Вурен
Шејкс Сојизвапи
Марсело Семпсон
Мајкл Килиан
Сијанда Греј
Скот ван Бреда
Андријес Штраус
Вејлон Мареј
Шејн Гејтс
Рони Кук
Димитри Цатракилис
Николас Вергало
Шон Вентер
Лук Вотсон
Девин Остхојзен
Томас Леонарди
Корнел ду През
Ејдон Дејвис
Стивен Сајкс
Дерон Нел
Табо Мамојеле
Дејвид Булбринг 
Ринер Бернардо
Даниел Адонго
Бандизе Маку
Виргил Лакомб
Хејнс Френклин
Грант Кемп
Шалк Фереира
Жак Енгелс
Чарл ду Плезис
Кевин Бајс